# Cristiana F. - Noi, i ragazzi dello zoo di Berlino
Cristiana F. - Noi, i ragazzi dello zoo di Berlino (Christiane F. - Wir Kinder vom Bahnhof Zoo), successivamente Christiane F. - Noi, i ragazzi dello zoo di Berlino, è un film del 1981 diretto da Uli Edel, ispirato alla storia vera di Christiane Felscherinow e ambientato tra il 1975 e il 1977 a Berlino Ovest; la sceneggiatura è tratta dal libro omonimo che rese nota la protagonista e la piaga della tossicodipendenza giovanile con la prostituzione minorile ad essa legata.

## Trama
Christiane vive in un quartiere dormitorio di Berlino Ovest. Rimasta con sua madre separata, che sta frequentando Klaus, un uomo all'apparenza gentile ed affettuoso, sfugge allo squallore della sua vita quotidiana, trascorrendo le serate con la coetanea Kessi presso la centralissima discoteca Sound, all'interno della quale vi è un diffuso spaccio e consumo di droga, incontrando Detlef, Axel e Bernd, anch'essi coinvolti. 
Una mattina, però, la madre di Kessi, vedendo le due ragazze a una fermata della metropolitana, scopre le loro bugie e vieta alla figlia di frequentare il gruppo di amici. È così che Christiane, sempre più sola e innamorata di Detlef, durante il concerto berlinese del suo idolo, David Bowie, decide di provare l’eroina per inalazione per poi passare la notte con Detlef. Quest'ultimo le confessa che, per procurarsi la droga, lui e i suoi amici si prostituiscono nei pressi dello Bahnhof Zoo. A suo dire, però, lui si limita alla sola masturbazione.
Il giorno del suo quattordicesimo compleanno, Christiane si tinge i capelli di rosso e si inietta eroina in vena per la prima volta. Da quel momento, Christiane passa le notti a casa di Axel, avendo rapporti sessuali con Detlef e iniettandosi eroina in vena. Arriva presto la prima crisi d'astinenza e, data la mancanza di soldi per procurarsi la dose, Christiane si prostituisce per la prima volta masturbando un uomo per cento marchi.
La dipendenza di Christiane si fa sempre più intensa, tanto che, una mattina, sua madre si accorge che la ragazza è tossicodipendente e decide di occuparsi di lei e di Detlef, chiudendoli in una stanza per alcuni giorni e facendoli disintossicare tra atroci sofferenze. La disintossicazione però dura poco, poiché i due ragazzi ricominciano a far uso di eroina e quindi a prostituirsi per procurarsela. Tornati a casa di Axel, i due ragazzi lo trovano morto di overdose.
In seguito a tale evento traumatico, i due si separano per un certo tempo e Christiane, sola e disperata, vende tutti i suoi dischi e inizia a prostituirsi sulla Kurfürstenstraße.
Ben presto Christiane si riunisce a Detlef, con cui va a vivere nella casa di un cliente del ragazzo. Qui però Christiane scopre Detlef nell'atto di un rapporto sessuale completo con il proprio cliente, contravvenendo al loro tacito accordo per cui i due devono limitarsi alla sola masturbazione. La ragazza lascia quindi l'abitazione alla ricerca dell’amica Babette, una sua cara amica più giovane di un anno ma anche lei tossicodipendente e per di più sotto la "protezione" di un uomo. Apprende però tragicamente da un giornale che l'amica è morta per overdose, ma l'eroina l'ha resa ormai così insensibile da non riuscire neanche a piangere nonostante la sofferenza. Disperata, Christiane decide di suicidarsi con un’overdose di eroina.
L’epilogo vede Christiane a Kaltenkirchen nei pressi di Amburgo, dove la ragazza, che è sopravvissuta, è stata portata per seguire un ciclo di un anno di terapia disintossicante.
Il film si chiude con una dedica ai tre amici che muoiono nel film - Andreas W. “Atze” (1960-1977), Alex W. (1960-1977) e Babette D. “Babsi” (1963-1977) - oltre che a “tutti coloro che non ebbero la forza e la fortuna di sopravvivere”.

## Produzione
Il film è stato girato alla stazione di Berlino Giardino Zoologico (il luogo nel quale si è svolta la maggior parte degli eventi narrati nella biografia memorialistica), all'Europa-Center di Charlottenburg e nel Märkisches Viertel di Berlino Ovest. Le riprese fuori Berlino sono state girate a Königslutter am Elm in Bassa Sassonia.
Vi furono alcuni problemi per le scene del concerto di Bowie: durante le riprese il cantante si trovava infatti negli Stati Uniti per una serie importante di spettacoli teatrali, in cui interpretava The Elephant Man, che non poteva interrompere  per tornare in Europa: fu così che la troupe volò a New York nell'ottobre 1980 per registrare il brano Station To Station all'Hurray Club, rendendolo simile ad un locale berlinese; per le riprese della folla vennero invece utilizzate scene tratte da un concerto degli AC/DC.
Il regista originale era Roland Klick, ma venne licenziato due settimane prima dell'inizio delle riprese a causa di alcuni contrasti con il produttore Bernd Eichinger; venne quindi rimpiazzato da Uli Edel, qui al suo esordio nel lungometraggio.

### Cast
- Natja Brunckhorst, nel ruolo di Christiane, è l'unica attrice professionista, qui esordiente. Gli altri interpreti sono stati selezionati da scuole berlinesi e presi dalla strada, lavorando unicamente in questo film. Data la minore età degli attori, coinvolti in scene crude e notturne, è stato necessario il consenso dei loro genitori e delle scuole.[3]
- Molte delle comparse della scena della Stazione dello Zoologischer Garten erano autentici tossicodipendenti, prostitute e prostituti berlinesi.
- Thomas Haustein, interprete di Detlef, è diventato consulente per le tossicodipendenze presso una struttura pubblica di Berlino.
- Jens Kuphal, che nel film interpreta il ruolo di Axel, è musicista e produttore musicale. Ha collaborato con Nina Hagen e Nena, celebri rock star della scena tedesca.

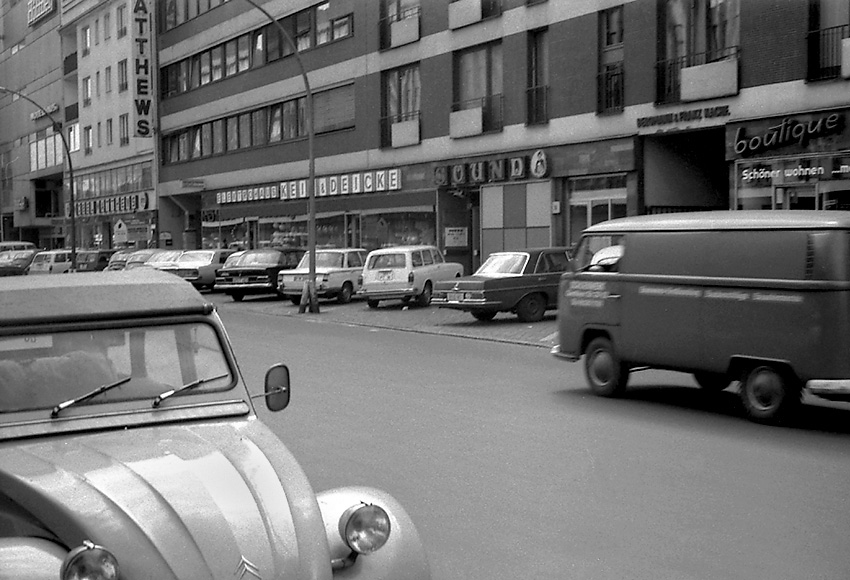
Esterno della discoteca Sound

## Colonna sonora
La colonna sonora del film, pubblicata in Germania nell'aprile 1981 dalla RCA, presenta brani del periodo berlinese (1976-1979) di David Bowie. Oltre a Helden, versione tedesca di "Heroes", l'album include canzoni tratte dagli LP Station to Station (TVC 15 e Stay), Low (Warszawa), "Heroes" (V-2 Schneider e Sense of Doubt), Stage (Station to Station) e Lodger (Boys Keep Swinging e Look Back in Anger). Nel Regno Unito l'album non ha mai avuto una pubblicazione ufficiale, nonostante sia stato importato da Germania, Francia (dove fu chiamato Moi, Christiane F., 13 ans, droguée, prostituée...) e Italia, mentre è apparso negli Stati Uniti con la traduzione Christiane F. – We Children from Bahnhof Zoo.

## Distribuzione
- 2 aprile 1981 - Germania Ovest  Christiane F. – Wir Kinder vom Bahnhof Zoo
- 2 aprile 1981 - Germania Est  Die Kinder vom Bahnhof Zoo
- 2 aprile 1981 - Stati Uniti d'America  Christiane F. – We Children from Bahnhof Zoo
- 4 aprile 1981 - Svizzera  Christiane F. – Wir Kinder vom Bahnhof Zoo
- 13 giugno 1981 - Italia  Cristiana F. - Noi, i ragazzi dello zoo di Berlino
- 24 luglio 1981 - Francia  Moi, Christiane F., 13 ans, droguée, prostituée...
- 6 agosto 1981 - Olanda  Christiane F. - Wir Kinder vom Bahnhof Zoo
- 18 dicembre 1981 - Finlandia  Christiane F. - tyttö metroasemalta
- 25 dicembre 1981 - Danimarca  Christiane F. - i morgen er det slut
- 8 gennaio 1982 - Norvegia  Å være ung er for jævli
- 11 gennaio 1982 - Spagna  Yo, Cristina F.
- 12 febbraio 1982 - Svezia  Vi barn från Bahnhof Zoo
- 23 febbraio 1982 - Norvegia  Å være ung er for jævli
- 16 settembre 1982 - Australia  Christiane F.
- 4 novembre 1982 - Colombia  Yo, Cristina F.
- 11 gennaio 1983 - Portogallo  Christiane F.
- 29 giugno 1986 (In prima TV) - Germania Est  Die Kinder vom Bahnhof Zoo

## Accoglienza

### Critica
(Lexikon des Internationalen Films, 1996)
(Hans-Christoph Blumenberg su Die Zeit, 3 aprile 1981)
Questa tendenza non è meno supportata da una estetizzazione acritica della tossicodipendenza, che in alcune scene tende quasi alla glorificazione dei personaggi principali.»
(Friedrich Koch, Christiane F. - Noi, i ragazzi dello zoo di Berlino, un film per educare sulle droghe?, Amburgo, 1992)
La trama del film è molto semplificata rispetto al libro e non rende giustizia alla profondità del testo. Infatti la maggior parte delle riflessioni di Christiane sulla società, le sue osservazioni sul benessere occidentale di quegli anni, sui giovani, sulla droga, ecc. - in breve, la sua visione del mondo - non vedono assolutamente la luce nelle scene del film.

## Riconoscimenti
- 1981 – Golden Screen (Germania)
  - Premio
- 1981 – Montreal World Film Festival
  - Most Popular Film a Uli Edel

## Incongruenze
- Parte dei brani musicali sono posteriori alle vicende narrate:
  - la compilation ChangesOneBowie (1976), che l'amico di sua madre regala a Christiane;
  - Heroes/Helden (1977), che è assente dal suddetto album;
  - Look Back in Anger (1979): il brano che Christiane ascolta per la prima volta al Sound.
- Perlomeno nelle prime edizioni italiane del libro, Christiane narra del suo esordio con l'eroina nel dopo concerto di David Bowie, una data "che non dimenticherà mai", la fine di ottobre del 1975, mentre lo storico tour che promuove il brano riportato, Station to Station, si tenne dal gennaio al maggio del 1976.

### Edizioni in lingua italiana
- Christiane F., Noi i ragazzi dello Zoo di Berlino, Milano, Rizzoli, 1981.